# Lumbrales
Lumbrales è un comune spagnolo di 2 111 abitanti situato nella comunità autonoma di Castiglia e León.